# Tapas (maträtt)

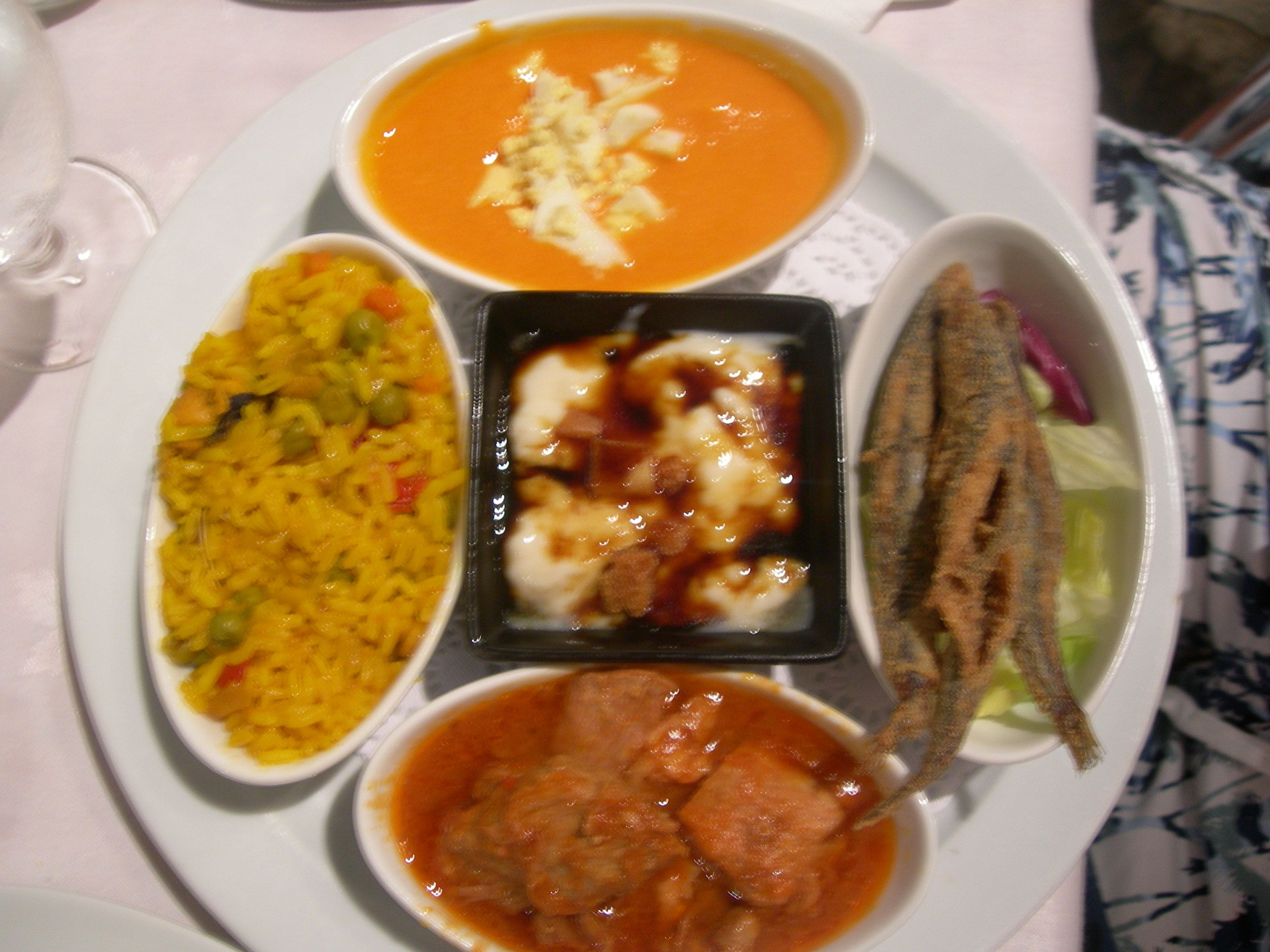
Tapas serverade i Sevilla.

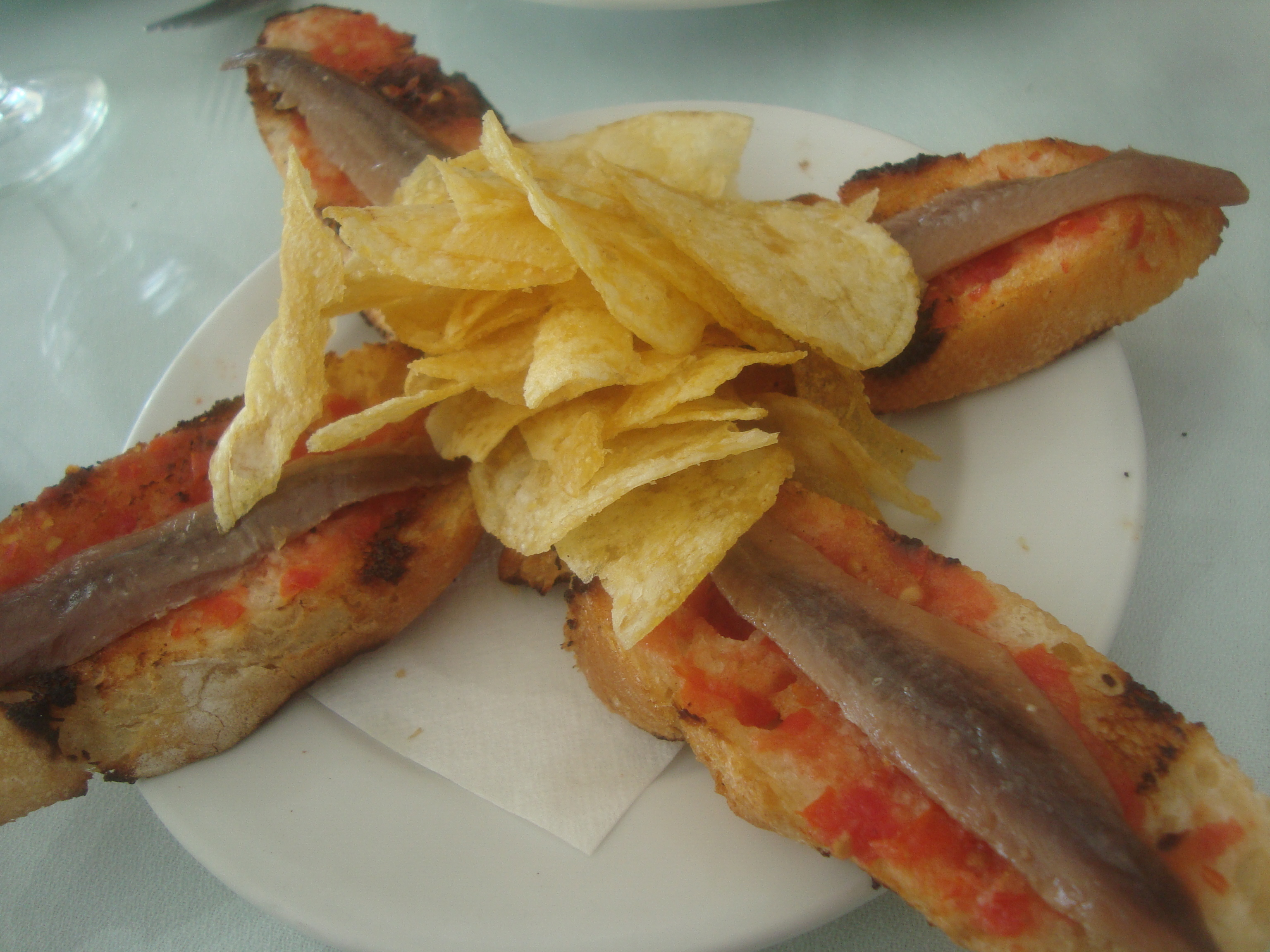
Bröd tapa med tomat, ansjovis och pommes frites (Spanien)

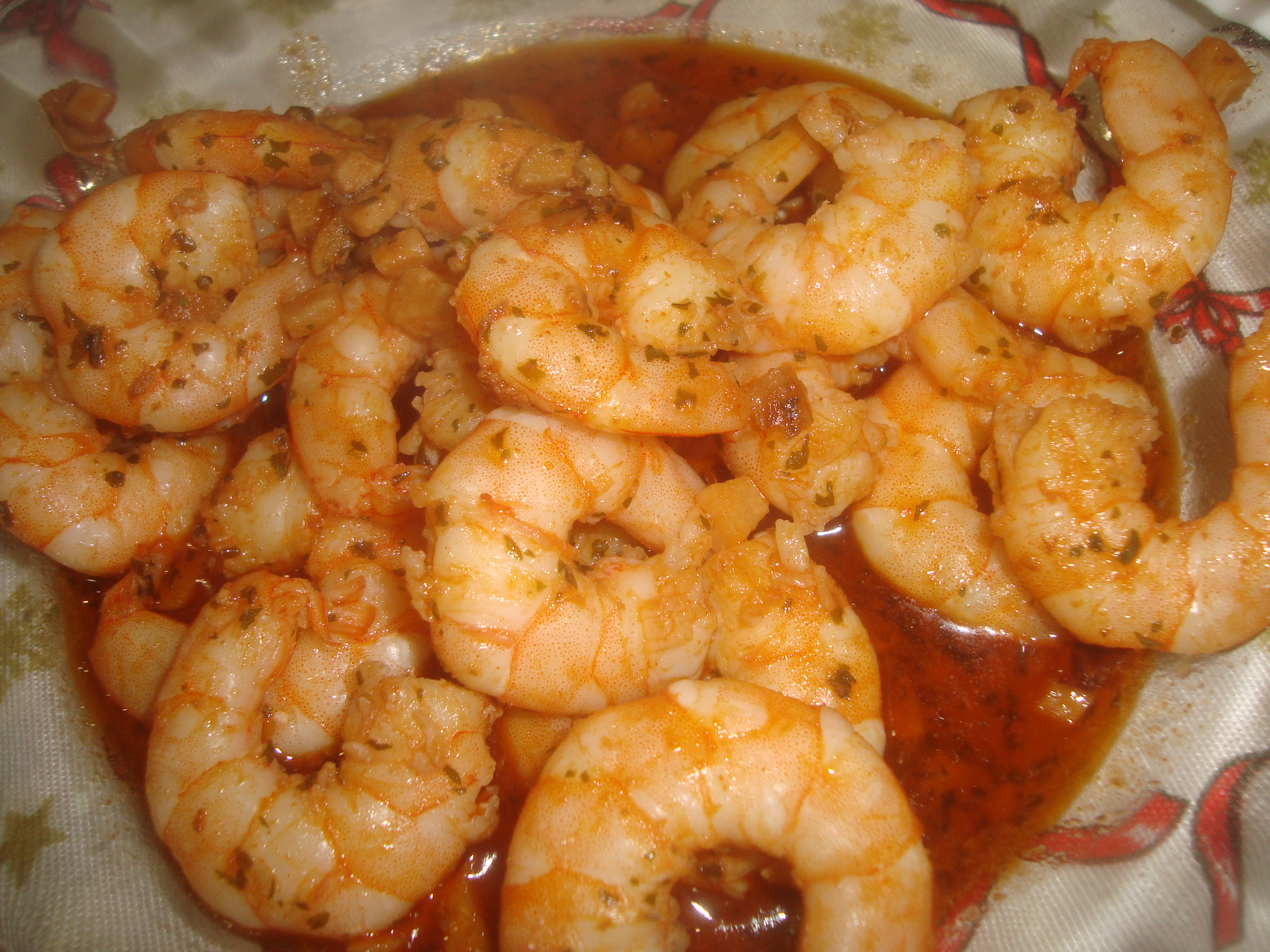
Vitlöksräkor, typisk spansk tapa

Tapas är ett samlingsnamn för smårätter som härrör från Spanien, med influenser från hela Medelhavet. Det är en liten portion av någon maträtt som serveras tillsammans med en dryck.
Traditionen att gå från lokal till lokal och äta tapas kallas tapeo eller ir de tapas. I många områden i Spanien är det vanligt att gå ut på helgerna och äta sin lunch eller kvällsmåltid i form av tapas. Det kallas vanligen picar eller picoteo.

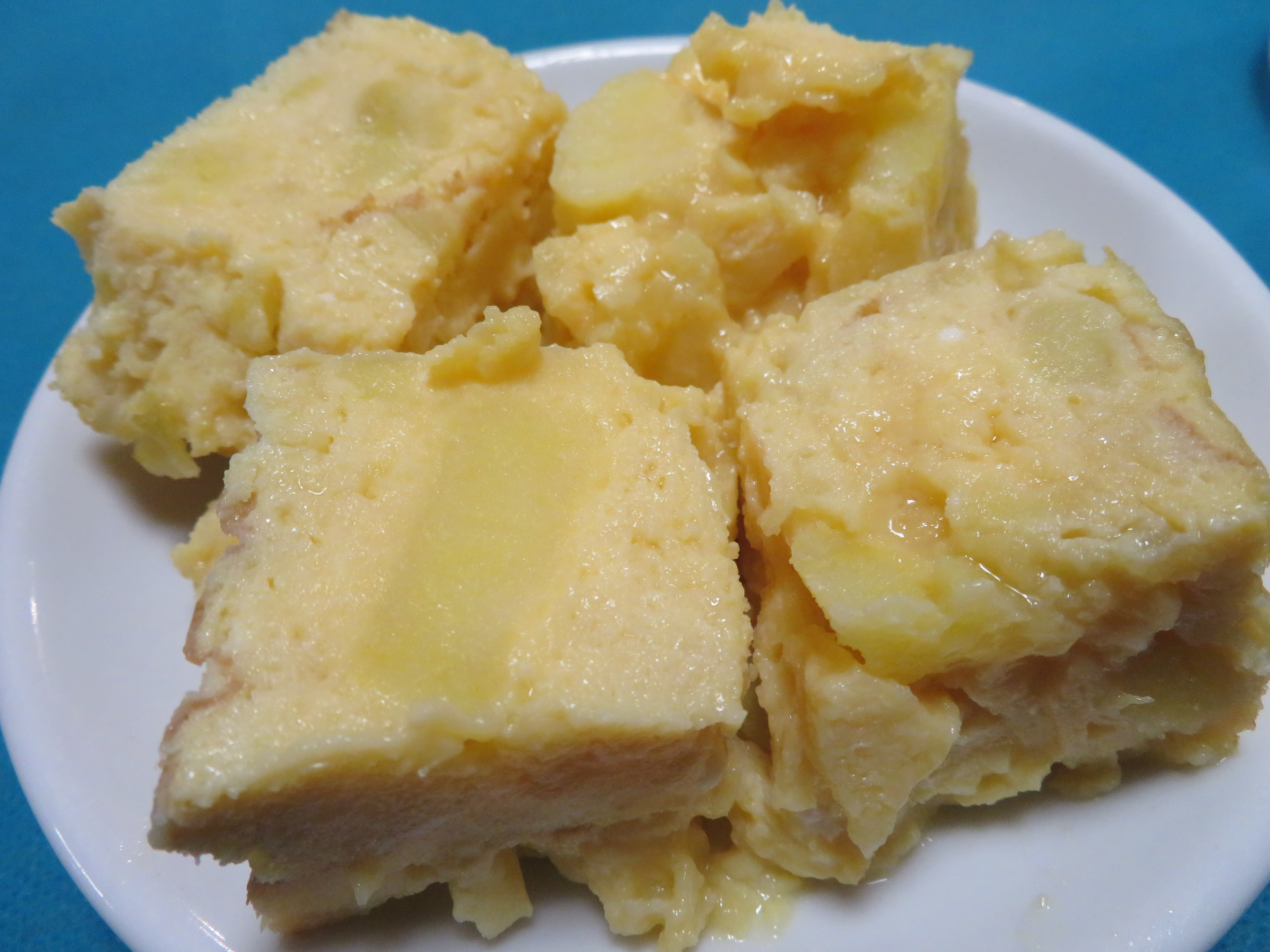
Spansk tortilla aptitretare tapa

Namnet kommer från verbet tapar, som kan översättas med "att täcka", som i att lägga på ett lock. Det sägs att man förr i världen hade problem med flugor och insekter i barerna och helt enkelt täckte över ett stop med vin med ett litet fat som man la lite skinka och andra smårätter på. Andra säger att det var ett sätt att minska alkoholkonsumtionen, genom att kroggäster såväl som hovfolk vid stora bjudningar på palatsen fick i sig några tuggor mat mellan glasen. Oavsett vilken sägen som stämmer har tapas slagit igenom som begrepp i hela världen. Det står för en varieté av smårätter som är snabba, enkla och goda, i flera fall även nyttiga.
Tapas kan vara allt möjligt men det mest förekommande är skivor med olika sorters ost och skinka, tillagade grönsaker, friterad fisk och skaldjur i marinad. Men tillagningen behöver inte alls vara avancerad. En skål med oliver eller nötter, eller bara en bit bröd med olivolja och salt kan också räknas som tapas. Bland klassiska tapas finner man pata negraskinka, spansk tortilla (potatisomelett som serveras kall eller varm), friterade calamares, pan con tomate, pimientos de Padrón, chipirones a la plancha, ensaladilla rusa, patatas bravas, gambas al ajillo, boquerones en vinagre (ansjovis i vinäger), och kroketter fyllda med till exempel skinka eller kyckling.
I Baskien kallas tapas för pintxos (['pintʃɔs]). Detta refererar ofta till små brödbitar med något gott ovanpå, och en tandpetare som körts genom detta. Se vidare pinchos. 
Tapas är det lilla fatets meny. Om man vill äta en större portion ber man om en media (1/2) eller en hel ración, eller så beställer man helt enkelt flera tapas. 
En svensk motsvarighet är brännvinsbord.